# Nguyễn Ngọc Loan
Nguyễn Ngọc Loan (11 de diciembre de 1930 – 14 de julio de 1998) fue un general survietnamita y jefe de la policía nacional de la extinta República de Vietnam del Sur, hasta su cese en el cargo en 1969. Loan atrajo la atención mundial cuando el 1 de febrero de 1968 descerrajó un disparo en la cabeza en medio de una calle de Saigón a un prisionero esposado, Nguyễn Văn Lém, miembro del Viet Cong. La ejecución se produjo ante un cámara de la NBC, Võ Sửu, y el fotógrafo Eddie Adams de Associated Press. La instantánea de Adams fue galardonada con el premio Pulitzer y junto a la filmación se convirtió en un icono de la guerra de Vietnam y del periodismo fotográfico.

## Biografía
Formado en el ejército del aire por los franceses, Loan ganó un cargo preeminente en la policía de Vietnam del Sur por su carácter valeroso y decidido. Era considerado un oficial competente y resolutorio, aunque en las distancias cortas se mostraba como un hombre frío e introvertido, envuelto en un halo de romanticismo (gustaba de leer poesía y tener rosas rojas en su despacho con los pétalos húmedos). Casado con Chinh Mai, con la que tuvo cinco hijos, Loan era conocido por sus hombres debido a su carácter promiscuo y mujeriego.
Loan se hizo mundialmente famoso por la ejecución delante de las cámaras de televisión del prisionero del Viet Cong Nguyễn Văn Lém durante la ofensiva del Tet de 1968. La instantánea de la ejecución le valió un premio Pulitzer al fotógrafo Eddie Adams y para Loan supuso la caída en desgracia frente a los oficiales estadounidenses. Herido meses más tarde en otro enfrentamiento en Saigón, fue fulminantemente dado de baja.
Tal y como se recoge en el libro diario de Oriana Fallaci Nada y así sea, Loan cayó en una fuerte depresión tras su cese, y al ser entrevistado por esta periodista sobre su acción, Loan respondió que el motivo de la ejecución sumaria del vietcong fue debido a que éste luchaba vestido de civil; algo que para él significaba una comodidad y cobardía que no debía producirse en la guerra.
En realidad, el vietcong había sido encontrado en una fosa con 34 cadáveres, todos maniatados y con tiro de gracia en el cráneo. (Aclarar este punto con documentación y en la redacción, no queda claro que se afirma o sugiere aquí)
```
Entre los muertos estaban los seis ahijados del general, aunque nunca lo reconoció públicamente.
[
3
]
```

Exiliado a los Estados Unidos tras la guerra, Loan abrió una pizzería en Virginia hasta que su identidad fue revelada en la prensa en 1991. Murió de cáncer en 1998.